# 奧爾比泰洛 (堪薩斯州)
奧爾比泰洛（英語：Orbitello）是位於美國堪薩斯州林肯縣的一個鬼鎮。

## 歷史
奧爾比泰洛的郵政局於1880年設立，直到1899年結束營運。

## 地理
奧爾比泰洛所處的海拔為高於海平面470米（即1542英呎），而該地所採用的時區為UTC-6，即北美中部時區（CST）。同時該地設有夏令時間，為UTC-6調快一小時，即UTC-5（CDT）。